# Siciul Dunărean
Siciul Dunărean (în limbile ucraineană: Задунайська Сiч) a fost o așezare fortificată (sici) a cazacilor zaporijieni care a fost ridicată pe teritoriul Imperiului Otoman (în Delta Dunării), după ce fosta lor organizație teritorială a fost desființată iar Siciul Zaporijian distrus. 

## Sfârșitul Zaporijiei
Spre sfârșitul secolului al XVIII-lea, capacitatea de luptă a cazacilor zaporijieni a fost redusă în mod semnificativ, în special după semnarea Tratatului de la Küçük Kaynarca și anexarea de către Imperiul Rus a Crimeii, când Armata cazacilor zaporijieni nu a mai fost necesară pentru apărarea unor granițe care acum dispăruseră. În același timp, un alt inamic important al Imperiului Rus, Uniunea statală polono-lituaniană, slăbise suficient de mult pentru a nu mai reprezenta o amenințare suficient de mare pentru justificarea menținerii Armatei zaporijiene. Siciul Zaporijian a devenit astfel nu numai nefolositor, dar s-a transformat într-o amenințare pentru politica de colonizare a noilor teritorii cucerite – Noua Rusie. După ce cazacii zaporijieni s-au dedat la o serie de atacuri sângeroase împotriva coloniștilor instalați de guvernul central în teritoriile revendicate de cazaci și după sprijinul acordat de zaporijieni răsculatului Emelian Pugaciov, împărăteasa Ecaterina a II-a a dat ordin generalului Piotr Teleki să pună capăt existenței Siciului turbulent. 
Operațiunea pe care a condus-o Teleki în iunie 1775 s-a încheiat fără vărsare de sânge. Siciul Zaporijian a fost încercuit de infanterie și artilerie iar ocupanții lui somați să capitulze. Atamanul Petro Kalnîșevskîi și o serie de consilieri ai săi (starșina „bătrâni”) au găsit o stratagemă care a permis cazacilor să scoată din tabăra întărită 50 de cazaci „la pescuit” pe râul Ingul, în teritoriul de sub controlul otoman. Păcălind vigilența asediatorilor ruși, cazacii au reușit să scoată în afara fortificațiilor în jur de 5.000 de oameni, adică aproximativ 30% din efectivele Aramatei. 
Acești cazaci s-au așezat cu permisiunea sultanului pe malul stâng al Dunării în Bugeac, care făcea pe atunci parte din Imperiul Otoman. Cazacilor li s-au adăugat numeroși iobagi care fugiseră de pe moșiile din Rusia. Pe la 1778, numărul acestora era de aproximativ 12.000 de bărbați. Administrația otomană a considerat că acest număr mare de cazaci ar fi mult mai de folos dacă ar fi organizat sub forma tradițională a Armatei cazacilor și le-a alocat teritorii din Transnistria, pe cursul inferior al Nistrului, după depunerea jurământului de credință fată de sultan. Apropierea războiul ruso-turc din 1787 – 1792 a divizat comunitatea cazacilor. În vreme ce o parte a lor s-au reîntors în Rusia și s-au alăturat „Armatei zaporijienilor loiali” (care avea să se transforme în Armata cazacilor de la Marea Neagră), formată din cazaci care aleseseră să rămână în Rusia în 1775. După războiul ruso-turc (1806–1812), Basarabia a fost ocupată de Imperiul Rus, iar cazacii și-au pierdut toate teritoriile pe care sultanul le repartizase lor. 

## Rivalitatea cu nekrasoviții
După înfrângerea Imperiului Otoman, o parte a cazacilor s-au retras împreună cu armata turcă pe malul drept al Dunării. Sultanul le-a permis să-și construiască în Delta Dunării un nou Sici la Caterlez (Sfântu Gheorghe), chiar lângă așezările deja existente ale cazacilor nekrasoviți și lipovenilor. Între cele două grupuri s-a născut o rivalitate crescândă, de vreme ce ambele grupuri depindeau aproape în exclusivitate de pescuit pentru a supraviețui. În  1794, nekrasoviții au atacat și distrus Caterlezul. Pentru a împiedica conflictele dintre cele două grupuri, autoritățile turce au relocat zaporijienii dunăreni în aval, pe Insula Mare a Brăilei. Noua locație era mai puțin favorabilă pescuitului, ceea ce a făcut ca atamanul de tabără Pomelo să organizeze reîntoarcerea în Rusia a aproximativ 500 de cazaci. 
În 1800 a izbucnit rebeliunea lui Osman Pazvantoğlu împotriva  sultanului Selim al III-lea. Pazvantoğlu a încercat să-și asigure loialitatea nekrasoviților și le-a promis tot teritoriul de pe cursul inferior al Dunării. Sesizând apariția șansei rezolvării o dată pentru totdeauna a rivalității cu nekrasoviții, zaporijienii au trecut de partea sultanului. În timpul luptelor care au urmat, ambele tabere ale cazacilor au suferit pierderi importante. După înfrângerea rebeliunii, zaporijienii au fost răsplătiți, permițându-li-se reîntoarcerea la Caterlez în 1803. Nekrasoviții reușiseră între timp să câștige sprijinul comandantului militar al Ismailului, Pehlevanoğlu și, în 1805, bucurându-se de sprijinul acestuia din urmă, au atacat și distrus încă o dat siciul. Zaporjijienii care au supraviețuit s-au refugiat în Raiaua Brăilei. 
Războiul ruso-turc din 1806 – 1812 a provocat formarea unor noi facțiuni printre zaporijienii de la Dunăre. După ce armata rusă a traversat Dunărea, doi atamani, Trofim Gaibadura și Ivan Guba, și grupările căzăcești pe care le conduceau s-au oferit să treacă de partea țarului Alexandru I. Aceste grupări au primit permisiunea să se așeze în Bugeac, unde au format în 1807 „Armata Bugeacului de pe Dunărea de Jos” (Усть-Дунайское Буджацкое Войско). Această armată a existat doar cinci luni, timp în care numeroși moșieri ucraineni și moldoveni s-au plâns că iobagii lor fug să se refugieze în Chilia și Galați, unde sus-numita armată avea baze. De aceea, pe 20 iunie 1807, armata de 1.387 de oameni a fost desființată. Aproximativ 500 dintre aceștia au fost colonizați în Kuban. Numeroși dintre cazacii care inițial doriseră să își urmeze atamanii și să se reîntoarcă în Rusia au renunțat la această idee. 
Mihail Kutuzov a negociat cu nekrasoviții reîntoarcerea lor în Rusia. Cazacii au fost iertați în mod oficial de țar. După semnarea Tratatului de la București din 1812, Delta secundară a trecut împreună cu teritoriile cazacilor sub controlul Rusiei. Vechea rivalitate din zaporijieni și nekrasoviți a dus la izbucnirea unui noi conflict, primii reușind în 1813 să recucerească Caterlezul. După un nou conflict din 1814, zaporijienii au cucerit și centrul nekrasovit  Dunavățu de Sus. Odată cu cucerirea Dunavățului, nekrasoviții au dispărut practic din Balcani, o parte dintre ei fiind relocați în Anatolia, iar cei care au rămas în Deltă au fost asimilați de zaporijieni. 

## Serviciul în slujba turcilor
În 1821 a izbuncit Războiul de Independență al Greciei. Comandantul ruso-elen  Alexandru Ipsilanti a muta întreaga organizație  Philiki Hetairia din Rusia în Muntenia. Turcii s-au folosit și de sprijinul cazacilor dunăreni pentru înăbușirea revoltei grecilor. Cinci sute de cazaci sub comanda atamanului Semion Moroz au plecat în Grecia să lupte împotriva insurgenților. Cazacii au suferit pierderi importante în timpul cuceririi orașului Messolonghi, iar atamanul Moroz a murit în timpul bătălie navale din dreptul insulei Chios. 
În această perioadă, Sicul Dunării a atins apogeul existenței sale: avea efective de 10 – 15 mii de oameni, controla toată regiunea Deltei, cu șase sate sub controlul direct al atamanului de tabără. În Dunavățu de Sus existau 38 de sotnii ale cazacilor zaporijieni din Deltă. Față de vechii zaporijieni existau însă anumite diferențe. Se renunțase la alegerea ofițerilor („starșina” – bătrânii), iar pentru serviciul activ erau aleși doar tinerii necăsătoriți. Comandanții de regimente („polcovnicii”) erau numiți temporar direct de către atamanul de tabără. Armata era formată exclusiv din infanteriști (dotați pentru operațiuni amfibii), fără cavalerie, flotă sau artilerie. Structura socială a început de asemenea să se diversifice. În locul societății cazacilor egali, numeroși pescari, negustori și proprietari de pământ au devenit „raiah” (membrii ai claselor inferioare plătitori de taxe). 

## Sfârșitul Siciului Dunărean

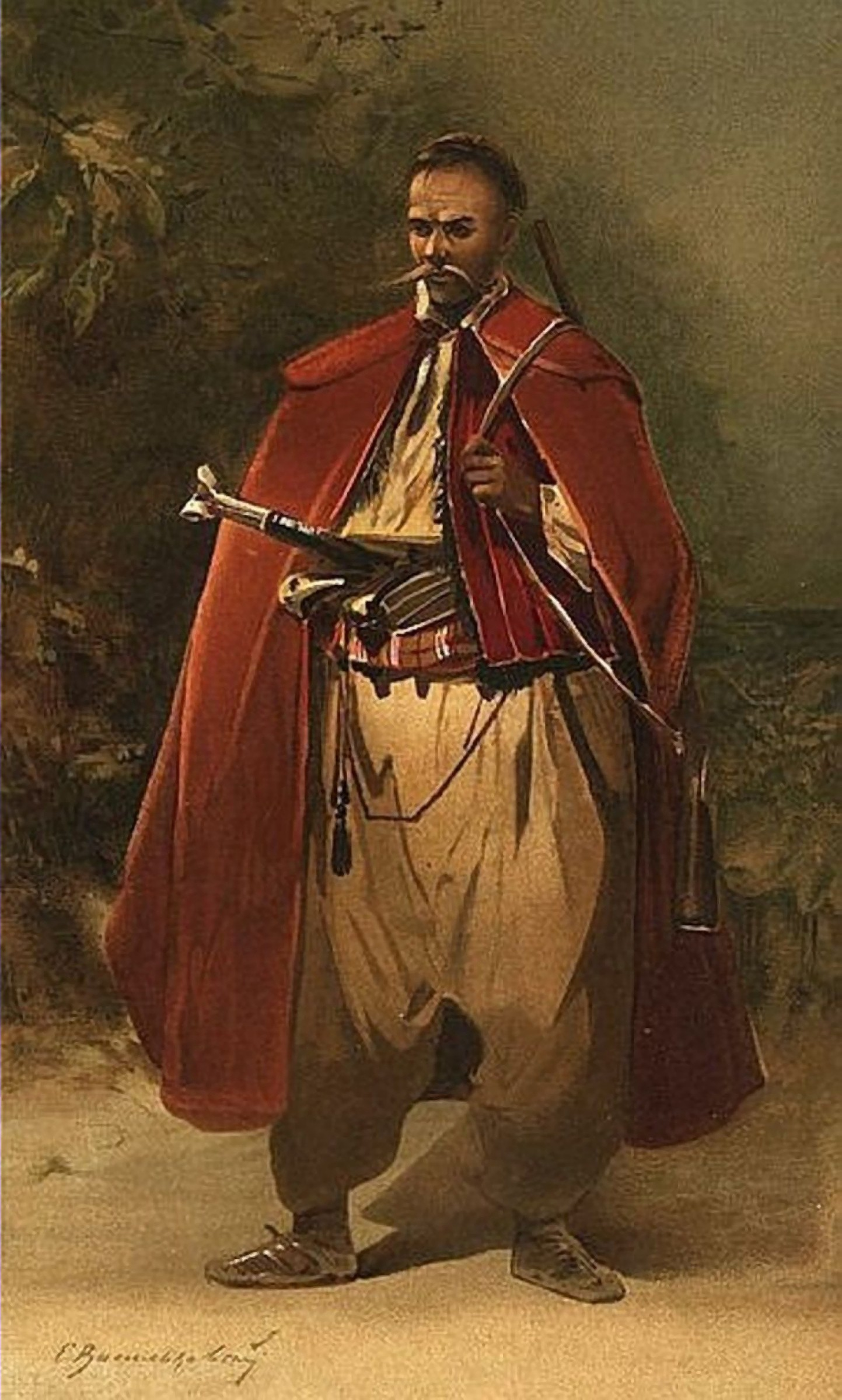
Cazac din Siciul Dunării, pictură de Serhii Vasilkivski

Criza Siciului Dunărean a început în 1825, când atamanul de tabără Litvin, după ce și-a luat angajamentul că va organiza o nouă expediție împotriva insurgenților greci, a dispărut fără urmă. Războiul ruso-turc din 1828 – 1829 a produs o nouă scindare în cadrul Siciului, unii dintre cazaci dorind să se alăture rușilor, alții rămânând loiali turcilor. Pro-rușii doreau reîntoarcerea în Rusia, cu condiția ca să primească amnistia imperială. Șeful militar al orașului Izmail, S. A. Tuciov a început în 1827 negocieri secrete cu atamanul de tabără Vasili Nezmaevski. Condiția pusă de Tuciov era ca să fie repatriată întreaga Armată, nu doar un grup restrâns. Nezmaevski nu s-a arătat dornic să-și asume o asemenea responsabilitate. 
Rolul de conducător al cazacilor în procesul de repatriere și l-a asumat un alt ataman, Osip Gladki. Gladki, fiul unui moșier bogat din Poltava, eșuase în diferite afaceri în Crimeea și Odesa și se alăturase cazacilor în 1822. A participat la campania din Grecia, la asediul orașului Messolonghi și a fost ales în funcția de ataman de sotnie. Tucikov, după eșecul negocierilor cu Nezmaevski, a luat legătura cu Gladki. Acesta din urmă a fost ales ataman de tabără pe 1 octombrie 1828. 
Odată cu izbucnirea noului război ruso-turc din 1828 – 1829, armata rusă de sub comanda feldmareșalului Peter Wittgenstein a înaintat în teritoriul controlat de otomani, amenințând Siciul. Sultanul a dorit să-i mute pe cazaci în regiunea orașului Adrianopol și a ordonat mobilizarea Armatei Siciului Dunărean la Silistra. Gladki a ales să-i mobilizeze doar pe cei care păreau că sunt pro-turci, adică aproximativ 2.000 de oameni. El s-a prezentat cu ei la Silistra, după care a cerut permisiunea să se întoarcă în Deltă și să mobilizeze un al doilea val de cazaci. Ajuns în Sici, el a convocat Rada cazacilor și și-a anunțat decizia de trecere de partea rușilor cu restul efectivelor. Pe 10 mai 1828, 218 cazaci și 578 raiahi conduși de Gladki au traversat Dunărea cu toate simbolurile, tezaurul și obiectele de cult ale Siciului. După ce au ajuns pe malul stâng al fluviului, cazacii au fost conduși în fața împăratului Nicolae I, care ar fi declarat: „Бог вас простит, отчизна прощает, и я прощаю” (Dumnezeu vă va ierta, patria-mamă vă iartă și vă iert și eu).
Cazacii au primit o amnistie generală și au câștigat încrederea țarului în asemenea măsură, încât Nicolae I a traversat Dunărea în aceiași barcă cu Gladki și cu polcovnicii cazacilor la rame. Țarul le-a promis noilor săi supuși că le va permite să formeze o nouă „Armată specială zaporijiană” (Отдельное запорожное войско) și l-a numit pe Gladki ataman. Noua armată avea efective reduse, doar cinci sotnii de infanterie, puse sub comanda Flotilei ruse a Dunării. În ciuda numărului mic de oameni, cazacii noii armate s-au dovedit extrem de folositori, datorită capacității lor de orientare prin canalele complicate ale Deltei Dunării. De asemenea, ei și-au dovedit vitejia în luptă în timpul asaltului Issaccei. Zece dintre cazacii care au participat la această luptă au fost decorați cu „Crucea Sfântului Gheorghe”. 
Cazacii care au refuzat să-l urmeze pe Gladki au avut o soartă tragică. Sultanul a cerut ienicerilor să distrugă Siciul și să masacreze populația. Chiar și cazacii care erau mobilizați la Silistra au fost dezarmați și trimiși la muncă în regiuni izolate ale Turciei.

## Urmări
După terminarea războiului, Imperiul Rus a obținut controlul aspra unor întinse teritorii din Principatele Dunărene. Împăratul Nicolae I a hotărât, motivând existența a numeroase cereri din partea voluntarilor, să formeze o nouă armată a cazacilor, Armata cazacilor de la Dunăre. Motivul creării acestei armate se pare că a fost dorința de a permite urmașilor cazacilor zaporijieni care fugiseră din Imperiul Rus în 1775 să se alăture forțelor ruse, nu să rămână în continuare loiali turcilor. Acestor cazaci urma să li se permită să se așeze în Basarabia. În afară de acești cazaci, membri ai noi armate urmau să devină și voluntarii originari din Balcani, care luptaseră în cadrul armatei ruse. 
Noua Armată de pe Dunăre făcea astfel ca Siciul Dunărean să-și piardă importanța. Atamanul Siciului Dunărean a vizitat Kubanul în 1830, unde au existat planuri pentru relocarea cazacilor de sub conducerea sa. Transportul unui grup de cazaci relativ puțin numeros ca cel al cazacilor Siciului Dunării a părut foarte dificil, cu atât mai mult cu cât în Kuban era în plină desfășurare Războiul Caucazului. Țarul a oferit cazacilor Siciului Dunărean o altă posibilitatea: cea de mutare în Noua Rusie, cu condiția să aceștia să găsească o zonă nelocuită. Zona aleasă a fost cea din apropierea Berdianskului, la Marea Azov, unde a fost formată Armata cazacilor de la Marea Azov. Această armată a avut la început niște efective de 2.336 persoane (din care 687 femei). Noua armată a fost singura armată a cazacilor care a avut o componentă navală, având în sarcină paza de coastă a Caucazului și Crimeii. 
Cazacii care au reușit să scape de răzbunarea sultanului, dar nu s-au reîntors în teritoriile controlate de Rusia s-au mutat în Delta Dunării. Aici ei au format sate cu 1.095 familii (în 1830).
În cursul timpului, acestor cazaci li s-au alăturat țărani-iobagi care fugeau de pe moșiile din Imperiul Rus. În zilele noastre există încă o mică comunitate a ucrainenilor în Dobrogea. Această comunitate număra în 2002 1.465 de persoane, în conformitate cu datele statistice oficiale și peste 20.000 de persoane, în conformitate cu aprecierile organizațiilor ucrainenilor. Acești ucraineni, cunoscuți și cu numele de „rusnaci”, continuă modul tradițional de viață al cazacilor, trăind din pescuti și vânătoare.